# Aurélia Agel
Aurélia Agel (Orléans, 26 février 1998) est une cascadeuse française d'action et d'arts martiaux. Elle est connue pour ses rôles dans les films Fast and Furious 10, Les Gardiens de la Galaxie Vol. 3 et John Wick : Chapitre 4,. Elle était considérée comme « la cascadeuse la plus sexy du monde » et a joué avec les stars Charlize Theron, Milla Jovovich et Olga Kurylenko, Elle s'est démarquée en tant que cascadeuse pour Karen Gillan, qui joue Nébula dans l'univers cinématographique Marvel.

## Biographie
Aurélia Agel mesure 1,79 m, pèse 65 kg et pratique les arts martiaux. Elle possède une ceinture noire 2nd Dan de judo, 3eme Dan de karaté, 1er Dan de taekwondo, 2eme Dan en Boxe Américaine. Elle a suivi une formation à l'école de cascades française Campus Univers Cascades (CUC), qui a duré douze jours. Elle parle couramment français et anglais. Aurélia était la cascadeuse d'Olga Kurylenko dans le film Sentinelle, travaillant également ensemble dans Black Widow, tous deux en 2021, et dans Thunderbolts*, sorti en 2025,. Elle a joué un rôle dans Black Widow et a doublé Karen Gillan dans le rôle de Nébula. Dans le cinéma européen, elle a doublé le mannequin russe Sasha Luss dans le film d'espionnage ANИA de Luc Besson. Aurélia a rencontré son mari, le cascadeur Justin Howell, sur le tournage de la première saison de Halo en 2022,. Justin a également travaillé pour le MCU, étant le doubleur de Chris Hemsworth, comme dans le film Thor: Love and Thunder, et dans le succès de Netflix, Extraction 2. Les deux se sont mariés en 2023 et ont déménagé à Toronto, au Canada. 

« "Il y a quatre ans, je tournais une scène d'accident de voiture et je me suis foulé l'épaule, ma clavicule a bougé un peu. C'était grave, ces blessures durent toute ma vie, même trois ans plus tard, je ressens toujours des douleurs à l'épaule. Ce n'est pas grave maintenant que je suis jeune, mais dans 10 ans je pourrais le regretter." »

### Compétences
| Modalité              | Niveau     | Détails                                                        |
| --------------------- | ---------- | -------------------------------------------------------------- |
| Lutte pour le cinéma  | Avancé     |                                                                |
| Boxe                  | Avancé     | Compétition fréquente, Equipe de France de Sanda pendant 2 ans |
| Judo                  | Avancé     | 2ème degré en judo                                             |
| Taekwondo             | Non classé | 1er degré en taekwondo                                         |
| MMA                   | Non classé | 3ème degré en karaté contact, 2ème degré en boxe américaine    |
| Chorégraphe de combat | Avancé     | Court métrage                                                  |